# 紀元前493年
紀元前493年（きげんぜん493ねん）は、ローマ暦の年である。
当時は、「アウルンクスとウェケッリヌスが共和政ローマ執政官に就任した最初の年」として知られていた（もしくは、それほど使われてはいないが、ローマ建国紀元261年）。紀年法として西暦（キリスト紀元）がヨーロッパで広く普及した中世時代初期以降、この年は紀元前493年と表記されるのが一般的となった。

## 他の紀年法
- 干支 : 戊申
- 日本
  - 皇紀168年
  - 懿徳天皇18年
- 中国
  - 周 - 敬王27年
  - 魯 - 哀公2年
  - 斉 - 景公55年
  - 晋 - 定公19年
  - 秦 - 恵公8年
  - 楚 - 昭王23年
  - 宋 - 景公24年
  - 衛 - 霊公42年
  - 陳 - 湣公9年
  - 蔡 - 昭侯26年
  - 曹 - 伯陽9年
  - 鄭 - 声公8年
  - 燕 - 簡公12年
  - 呉 - 夫差3年
- 朝鮮
  - 檀紀1841年
- ベトナム :
- 仏滅紀元 : 52年
- ユダヤ暦 : 3268年 - 3269年

## できごと

### ペルシア
- フェニキア人で構成されたアケメネス朝ペルシアの軍が、キプロスにおけるペルシアの支配権を奪還した。

### ギリシア
- アテナイ人は、テミストクレスをアルコンに選出した。彼は、ペルシアに対する抵抗を支持した。
- テミストクレスは、ピレウスに拠点を置く海軍の要塞の建設を始めた。
- イオニアの反乱の鎮圧後、イオニアからの難民の中に兵士として評判の高いミルティアデスがいた。テミストクレスは、彼をアテナイ軍の将軍にした。

### 共和政ローマ
- ガイウス・マルキウス・コリオラヌスは、ウォルスキ族の町コリオリをローマ側に奪還した。
- 2度目の執政官となったスプリウス・カッシウス・ウェケッリヌスは、周囲の部族との間に相互防衛条約を結んだ。ローマは、ラティウム同盟における覇権を主張しない代わりに、同盟における支配的な街と見なされるようになった。

### 中国
- 魯の季孫斯（季桓子）・叔孫州仇（叔孫武叔）・仲孫何忌（孟懿子）らが邾を攻撃し、漷東の田と沂西の田を奪った。
- 衛の霊公が死去し、夫人の南子が公子郢を後嗣に立てようとしたが、郢に固辞されたため、太子蒯聵の子である輒が即位した。
- 晋の趙鞅が衛の太子蒯聵を送って戚に入城させた。
- 趙鞅が鄭の罕達の軍と鉄で戦って撃破した。
- 蔡が国を呉の州来に遷した。蔡の昭公は反対派の大夫の公子駟を殺害した。

### 文学
- アテナイの詩人プリュニコス（英語版）が悲劇Fall of Miletusを書いた。アテナイの当局は、不信心という理由で、これ以上詩を作ることを禁じた。

## 死去
- 衛の霊公